# (6954) Potemkin
(6954) Potemkin ist ein Asteroid des inneren Hauptgürtels, der am 4. September 1987 von der ukrainischen Astronomin Ljudmyla Schurawlowa am Krim-Observatorium in Nautschnyj (IAU-Code 095) entdeckt wurde.
Der Asteroid wurde am 26. Juli 2000 nach dem russischen Fürsten, Feldmarschall sowie Vertrauten und Liebhaber der russischen Zarin Katharina der Großen Grigori Alexandrowitsch Potjomkin (1739–1791) benannt, dem fälschlicherweise die nach ihm benannten Potemkinschen Dörfer zugeschrieben werden.